# Ямурлук
Ямурлук е дебела връхна дреха от традиционната носия, предназначена да пази от студ и дъжд. Бива с ръкави или без ръкави, изработен от вълнен тъкан плат (аба), или нетъкан / плъстен филц от вълна и козина и уплътнен (тепан/степан) на тепавица. Носи се предимно от овчари и пастири. Аналог е на Кавказката бурка, връзка може да се намери и в Иран (на снимката).
В Западна и средна Северна България се нарича япанджак, в Родопите и Пирин – кепе, а в Средногорието и във Видинско – опанджак.
Ямурлукът се изработва в естествените цветове на вълната – бял, бежов или кафяв, едноцветен или раиран. Има гугла (качулка), която се връзва под брадата.
Използва се и като обредна дреха от коледарите.
В съвременния турски език думата Yağmurluk означава дъждобран с всички съвременни материали за изработка.

## В изкуството
- „Барутен Буквар“ на Йордан Радичков